# Gouvernement Martens VII
Royaume de Belgique
Martens VI Martens VIII
Le gouvernement Martens VII est le gouvernement du royaume de Belgique entre le 21 octobre 1987 et le 9 mai 1988, durant la 46e législature de la Chambre des représentants.

## Historique du mandat
Dirigé par le Premier ministre chrétien-démocrate flamand Wilfried Martens, ce gouvernement est constitué et soutenu par une coalition de centre droit entre le Christelijke Volkspartij (CVP), le Parti réformateur libéral (PRL), le Partij voor Vrijheid en Vooruitgang (PVV) et le Parti social chrétien (PSC). Ils disposent ensemble de 115 représentants sur 212, soit 54,2 % des sièges de la Chambre des représentants.
Il est formé à la suite de la démission du gouvernement Martens VI, au pouvoir depuis novembre 1985.
À la suite de la chute du cabinet sortant, la Chambre des représentants est dissoute et des élections législatives anticipées sont convoquées. En attendant la tenue du scrutin, la coalition au pouvoir forme un exécutif transitoire.

## Composition
| Fonction | Titulaire | Titulaire                         | Titulaire                        | Parti |
| --- | --------- | --------------------------------- | -------------------------------- | ----- |
| Premier ministre |           | Wilfried Martens en 1986          | Wilfried Martens                 | CVP   |
| Vice-Premier ministre Ministre de la Justice et des Réformes institutionnelles |           | Jean Gol en 1994                  | Jean Gol                         | PRL   |
| Vice-Premier ministre Ministre des Affaires économiques |           | Philippe Maystadt en 1993         | Philippe Maystadt                | PSC   |
| Vice-Premier ministre Ministre du Budget, de la Politique scientifique et du Plan                                                                                                   |           | Guy Verhofstadt en 2005           | Guy Verhofstadt                  | PVV   |
| Ministre des Relations extérieures |           | Leo Tindemans en 2006             | Leo Tindemans                    | CVP   |
| Ministre des Finances |           | Mark Eyskens en 1986              | Mark Eyskens                     | CVP   |
| Ministre des Travaux publics |           | Louis Olivier en 1982             | Louis Olivier                    | PRL   |
| Ministre des Communications et du Commerce extérieur |           | Herman De Croo en 2009            | Herman De Croo                   | PVV   |
| Ministre de l'Intérieur, de la Fonction Publique et de la Décentralisation |           | Joseph Michel en 2007             | Joseph Michel                    | PSC   |
| Ministre de l'Emploi et du Travail |           | Michel Hansenne                   | Michel Hansenne                  | PSC   |
| Ministres de l'Éducation nationale |           | Daniël Coens                      | Daniël Coens (NL)                | CVP   |
| Ministres de l'Éducation nationale |           | Antoine Duquesne en 2004          | Antoine Duquesne (FR)            | PRL   |
| Ministre des Affaires sociales et des Réformes institutionnelles |           | Jean-Luc Dehaene en 2005          | Jean-Luc Dehaene                 | CVP   |
| Ministre de la Défense nationale et de la Région bruxelloise |           | François-Xavier de Donnea en 2009 | François-Xavier de Donnea        | PRL   |
| Ministre des Classes moyennes |           | Jacky Buchmann                    | Jacky Buchmann                   | PVV   |
| Secrétaire d'État à la Coopération au Développement Adjoint au ministre des Relations extérieures                                                                                   |           | André Kempinaire                  | André Kempinaire                 | PVV   |
| Secrétaire d'État au Commerce extérieur Adjoint au ministre du Commerce extérieur                                                                                                   |           | Étienne Knoops                    | Étienne Knoops                   | PRL   |
| Secrétaire d'État aux Pensions Adjoint au ministre des Affaires sociales |           | Pierre Mainil                     | Pierre Mainil                    | PSC   |
| Secrétaire d'État aux Postes, Télégraphes et Téléphones Adjoint au Premier ministre                                                                                                 |           | Paula D'Hondt-Van Opdenbosch      | Paula D'Hondt-Van Opdenbosch     | CVP   |
| Secrétaire d'État aux Affaires européennes et à l'Agriculture Adjoint au ministre des Relations extérieures                                                                         |           | Paul De Keersmaeker               | Paul De Keersmaeker              | CVP   |
| Secrétaire d'État à l'Énergie Adjoint au ministre des Affaires économiques |           | Firmin Aerts                      | Firmin Aerts                     | CVP   |
| Secrétaire d'État à la Justice Adjoint au ministre de la Justice Secrétaire d'État aux Classes moyennes Adjoint au ministre des Classes moyennes                                    |           | Georges Mundeleer                 | Georges Mundeleer                | PRL   |
| Secrétaire d'État à la Région bruxelloise Adjoint au ministre de la Région bruxelloise                                                                                              |           | Jan Bascour                       | Jan Bascour                      | PRL   |
| Secrétaire d'État à la Modernisation et à l'Informatisation des services publics Adjoint au Premier ministre                                                                        |           | Guy Lutgen                        | Guy Lutgen (jusqu'au 03/02/1988) | PSC   |
| Secrétaire d'État à la Fonction publique Adjoint au ministre de la Fonction publique Secrétaire d'État à la Politique scientifique Adjoint au ministre de la Politique scientifique |           | Louis Bril                        | Louis Bril                       | PVV   |
| Secrétaire d'État à la Région bruxelloise Adjoint au ministre de la Région bruxelloise                                                                                              |           | Jean-Louis Thys                   | Jean-Louis Thys                  | PSC   |
| Secrétaire d'État à l'Environnement et à l'Émancipation sociale Adjoint au ministre des Affaires sociales                                                                           |           | Miet Smet en 2014                 | Miet Smet                        | CVP   |
| Secrétaire d'État à la Santé publique et la politique des handicapés Adjoint au ministre des Affaires sociales                                                                      |           | Wivina Demeester en 2024          | Wivina Demeester                 | CVP   |